# Torneo de Eastbourne 2024
El Torneo de Eastbourne 2024, también conocido como el Rothesay International 2024, fue un torneo de tenis perteneció al ATP Tour 2024 en la categoría ATP Tour 250, y a la WTA Tour 2024 en la categoría WTA 500. El torneo se jugó sobre las canchas de césped del Devonshire Park Lawn Tennis Club en la ciudad de Eastbourne (Gran Bretaña) desde el 24 hasta el 29 de junio de 2024.

## Distribución de puntos
| Modalidad            | Campeón | Finalista | Semifinales | Cuartos de final | 2ª ronda | 1ª ronda | Clasificados | 2ª ronda de clasificación | 1ª ronda de clasificación |
| Individual masculino | 250     | 165       | 100         | 50               | 25       | 0        | 13           | 7                         | 0                         |
| Dobles masculino     | 250     | 150       | 90          | 45               | 20       | 0        | -            | -                         | -                         |

| Modalidad           | Campeona | Finalista | Semifinales | Cuartos de final | 3ª ronda | 2ª ronda | 1ª ronda | Clasificadas | 2ª ronda de clasificación | 1ª ronda de clasificación |
| Individual femenino | 470      | 305       | 185         | 100              | 55       | 30       | 1        | 25           | 13                        | 1                         |
| Dobles femenino     | 470      | 305       | 185         | 100              | -        | -        | 1        | -            | -                         | -                         |

## Cabezas de serie

### Individuales masculino
| Tenista                 | Ranking | Preclasificado |
| Taylor Fritz            | 12      | 1              |
| Tommy Paul              | 13      | 2              |
| Aleksandr Búblik        | 17      | 3              |
| Sebastián Báez          | 19      | 4              |
| Francisco Cerúndolo     | 26      | 5              |
| Mariano Navone          | 29      | 6              |
| Tomás Martín Etcheverry | 32      | 7              |
| Alejandro Davidovich    | 33      | 8              |

- Ranking del 17 de junio de 2024.[3]

### Dobles masculino
| Tenista                    | Ranking | Preclasificado |
| Rajeev Ram Joe Salisbury   | 11      | 1              |
| Marcelo Arévalo Mate Pavić | 16      | 2              |
| Matthew Ebden John Peers   | 42      | 3              |
| Neal Skupski Michael Venus | 42      | 4              |

### Individuales femenino
| Tenista            | Ranking | Preclasificado |
| Elena Rybakina     | 4       | 1              |
| Jessica Pegula     | 5       | 2              |
| Jasmine Paolini    | 7       | 3              |
| Danielle Collins   | 11      | 4              |
| Madison Keys       | 12      | 5              |
| Jeļena Ostapenko   | 13      | 6              |
| Daria Kasatkina    | 14      | 7              |
| Barbora Krejčiková | 25      | 8              |

- Ranking del 17 de junio de 2024.[4]

### Dobles femenino
| Tenista                            | Ranking | Preclasificado |
| Gabriela Dabrowski Erin Routliffe  | 8       | 1              |
| Barbora Krejčiková Laura Siegemund | 29      | 2              |
| Demi Schuurs Luisa Stefani         | 29      | 3              |
| Sara Errani Jasmine Paolini        | 29      | 4              |

## Campeones

### Individual masculino
Taylor Fritz venció a  Max Purcell por 6-4, 6-3

### Individual femenino
Daria Kasatkina venció a  Leylah Fernandez por 6-3, 6-4

### Dobles masculino
Neal Skupski /  Michael Venus vencieron a  Matthew Ebden /  John Peers por 4-6, 7-6(7-2), [11-9]

### Dobles femenino
Lyudmyla Kichenok /  Jeļena Ostapenko vencieron a  Gabriela Dabrowski /  Erin Routliffe por 5-7, 7-6(7-2), [10-8]